# Genovevo de la O
El general Genovevo de la O Jiménez (3 de enero de 1876 - 12 de junio de 1952) fue una figura prominente de la Revolución mexicana. 
Nació en el pueblo de Santa María Ahuacatitlán, Estado de Morelos, México, siendo hijo de Reyes de la O y de Isaura Jiménez. Dedicó buena parte de su vida a proteger y ayudar a los peones de las haciendas y los comuneros mexicanos. Como militar, a lado de Emiliano Zapata logró fama. Más adelante, se alió con Álvaro Obregón convirtiéndose en una figura venerada de la política mexicana.

## Años de formación
Desde su juventud se destacó como defensor de su pueblo y de la gente común. Luchó contra las incursiones de la cercana hacienda de Temixco que quería apoderarse de las tierras del pueblo, contra la deforestación, y contra el despojo de tierras comunales en general. Tuvo problemas con el gobierno de Porfirio Díaz, que —siguiendo lo dispuesto por las leyes de Reforma— favorecía a los hacendados en lugar de los peones.
De la O, lo mismo que otros morelenses afectados por la política agraria del porfiriato, apoyó en un principio la presidencia de Francisco I. Madero, por las ofertas que originalmente hizo de reforma agraria, pero rápidamente se desilusionó, vinculándose con Emiliano Zapata, con quien De la O firmaría el Plan de Ayala en 1911.

## Plan de Ayala
El gobierno de Madero rechazó las demandas planteadas por el Plan de Ayala. Los zapatistas se levantaron en armas para defender su causa. De la O fue nombrado capitán de infantería y se encarga de hacer operaciones de guerrilla en el norte de Morelos. Como resultado de sus acciones, se le promovió a los grados de mayor, teniente coronel, y coronel antes de concluir el año.
Entre 1911 y 1912, su división del Ejército Libertador del Sur operaba en los alrededores de Santa María. Tenía mucho éxito combatiendo a las fuerzas federales en Cuernavaca. Particularmente importante fue el golpe dado a la división del general Robles, pues inspiró a miles de personas a que se sumaran a la causa del Plan de Ayala.
La columna de De la O capturó al pueblo de Huitzilac en el verano de 1912, pero los federales lo obligaron a rendirse. El general Ojeda intentó evacuar la ciudad pero De la O lo obligó a quedarse en la ciudad. Durante los próximos meses, De la O defenderá el pueblo, pero en 1912 el general Naranjo tomó la ciudad.
Al aproximarse el año 1913, combatió contra las fuerzas del usurpador, Victoriano Huerta en el estado de México. De la O se convertía en general mientras el conflicto continuaba en la frontera entre los estados de México y Morelos durante 1915. Mientras tanto, el poder de Huerta se mermaba, mientras que el Primer Jefe del Ejército Constitucionalista Venustiano Carranza acumulaba triunfos. De cualquier modo, De la O se oponía a Carranza tanto como lo hacía con Huerta. Carranza aumentó las tropas en el sur del estado de México a fin de emprender una tenaz cacería de De la O. Fue así que el general Pablo González empujó a De la O a las montañas de Morelos.
En 1919, el Ejército Libertador del Sur y a la causa zapatista fueron heridos de muerte. El líder principal de esa facción, el general Emiliano Zapata, acudió a una "negociación" donde fue asesinado por el coronel Jesús Guajardo.

## Revolución bajo Obregón
Después de la muerte de Emiliano Zapata en 1919, Gildardo Magaña asume la jefatura del Ejército Libertador del Sur. Magaña, que unifica bajo su mando a los generales zapatistas (entre ellos Genovevo de la O) se adhiere al Plan de Agua Prieta promulgado por Álvaro Obregón para combatir a Venustiano Carranza, bajo el acuerdo de que el nuevo gobierno obregonista asumiría el compromiso de una reforma agraria como la planteaba el Plan de Ayala.
En el primer día de 1921, en la ciudad de Tlaxcala, se nombró a Genovevo de la O como jefe de las Operaciones Militares en Morelos. Después se encargó de puesto semejantes en Aguascalientes y la Ciudad de México.

## Últimos años
De la O se mantuvo activo en la política hasta el año 1941, cuando cumplió la edad de sesenta y cinco años, la máxima edad para servicio en el gobierno mexicano. Aunque fue jubilado, continuó activo en la discusión de asuntos de su interés. En 1940, formó el Frente Zapatista como defensor de los ideales de Zapata. Más adelante, participó en la fundación de la Federación de Partidos del Pueblo de México en 1945, y la preside por unos años.
Murió en paz en su pueblo natal de Santa María Ahuacatitlán, lo que fue una muerte más tranquila que la que sufrieron la mayoría de sus compañeros revolucionarios. Se le veló en el Salón de Plenos de la Cámara de Diputados de México y fue sepultado en su pueblo natal.
En la serie mexicana El encanto del águila fue interpretado por el actor Luis Fernando Peña.